# Lefkada
Acest articol este despre insulă. Pentru capitala insulei, a se vedea Lefkada (oras).  Pentru unitatea
administrativă, a se vedea Lefkada (unitate regională).
Lefkada (în Greacă : Λευκάδα, Lefkáda, [lefˈkaða]), cunoscută și sub numele de Lefkas sau Leukas  (Greacă veche  și Katharevousa : Λευκάς, Leukás, pronunție modernă Lefkás) și Leucadia, este o insulă grecească în Marea Ionică, pe coasta de vest a Greciei, legată de continent printr-un drum lung amenajat pe un dig și un pod plutitor. Orașul principal al insulei și sediul municipalității este Lefkada   Acesta este situat în partea de nord a insulei, la aproximativ 25 de minute cu mașina de Aeroportul Național Aktion. Insula face parte din unitatea regională Lefkada.

## Geografie

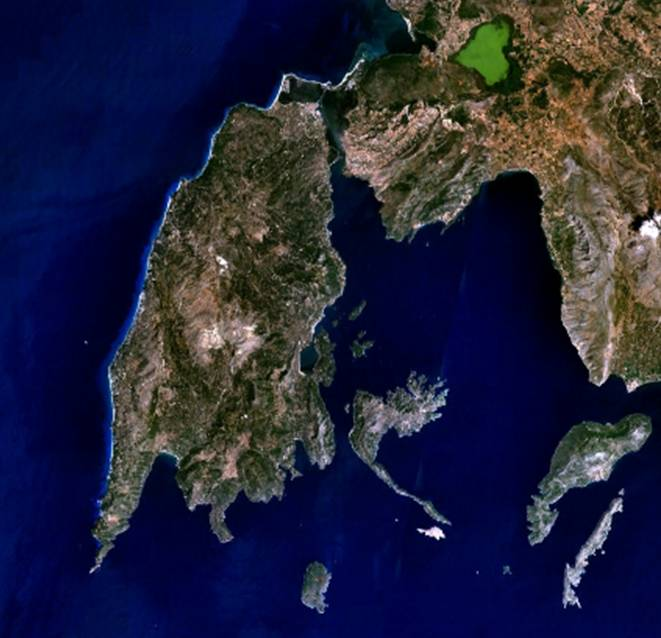
Insula Lefkada văzută din satelit

Lefkada are 35 de kilometri  (22 mile) de la nord la sud și 15 kilometri (9 mile) de la est la vest. Suprafața insulei este de aproximativ 302 kilometri pătrați (117 mile pătrate), iar suprafața municipalității (incluzând insulele Kalamos, Kastos și câteva insulițe mai mici) este de 333,58 km patrati (128,80 mile pătrate).   Cel mai înalt punct al său este muntele Stavrota, la 1.158 de metri (3.799 picioare) deasupra nivelului mării, situat în mijlocul insulei. Pe coasta de est a insulei se află stațiunile mici Ligia, Nikiana și Perigiali, toate la nord de Nidri, cea mai mare stațiune de pe insulă. Aceasta se află într-o pozitie adăpostită, cu vedere spre insulele Skorpios (fostă proprietate a lui Aristotel Onassis), Meganisi și alte insule mici, precum și spre partea continentală a Greciei. Principala șosea de coastă de la Lefkada la Vasiliki trece prin sat, dar a fost finalizată și o centură ocolitoare care ocolește satul în partea de vest. Există feriboturi regulate pentru mașini către Kefalonia, Itaca și Meganisi.
La 20 de kilometri (12 mile) la sud de Nidri se află stațiunea Vasiliki, un centru de windsurfing. Există feriboturi spre Kefalonia și Ithaca de la Vasiliki. La sud de Vasiliki se află Capul Lefkada, unde Cephalus și poeta greacă Sappho s-ar fi sinucis sărind de pe stâncile înalte de 30 m, în două ocazii diferite.
Faimoasa plajă Porto Katsiki este situată pe coasta de vest a insulei Lefkada.
Lefkada a fost lipită de Grecia continentală (a se vedea mai jos despre faptul că Ithaca lui Homer ar fi fost Lefkada). Corintenii au săpat un șanț în secolul al VII-lea î.Hr. pe istmul său.
Cel mai sudic vârf al insulei este numit Capul Dukato, un nume aplicat uneori întregii insule.

## Clima
Insula are o climă mediteraneană tipică, cu veri călduroase și ierni răcoroase, sau Csa conform sistemului de clasificare climatică Köppen.

## Centrul istoric Lafcadio Hearn
Primul muzeu din Europa dedicat lui Lafcadio Hearn, care s-a născut pe insulă și căruia îi poartă numele, a fost inaugurat în Lefkada la 4 iulie 2014, sub numele de Lafcadio Hearn Historical Center. Acesta conține ediții timpurii, cărți rare și obiecte de colecție japoneze. Vizitatorii, prin intermediul fotografiilor, textelor și exponatelor, pot perinda prin evenimentele semnificative din viața lui Lafcadio Hearn, dar și prin civilizațiile Europei, Americii și Japoniei de la sfârșitul secolului al XIX-lea și începutul secolului al XX-lea, prin prelegerile, scrierile și povestirile sale lipsite de prejudecăți. Municipalitățile din Kumamoto, Matsue, Shinjuku, Yaizu, precum și Universitatea din Toyama, familia Koizumi și alte persoane din Japonia și Grecia au contribuit la înființarea Centrului istoric Lafcadio Hearn.

## Municipalitate
| Municipalitate | Cod YPES | Reședință (dacă e diferită) | Cod poștal |
| Apollonioi     | 3601     | Vasiliki                    | 310 82     |
| Ellomenos      | 3602     | Nydri                       | 311 00     |
| Karya          | 3604     |                             | 310 80     |
| Lefkada (oraș) | 3606     |                             | 311 00     |
| Meganissi      | 3607     |                             | 310 83     |
| Sfakiotes      | 3608     | Lazarata                    | 310 80     |
| Comunitate     | Cod YPES | Reședință (dacă e diferită) | Cod poștal |
| Kalamos        | 3603     |                             | 310 81     |
| Kastos         | 3605     |                             | 310 81     |

## Transport
- Drumul național grecesc 42
- Aeroportul Aktion (Preveza)